# ۱۳۶۴ (میلادی)
۱۳۶۴ (میلادی) هزار و سیصد و شصت و چهارمین سال تقویم میلادی است.

## رویدادها
- آوریل - شارل پنجم پس از مرگ پدرش ژان دوم به پادشاهی فرانسه می‌رسد.

## درگذشتگان
- ۸ آوریل - ژان دوم، پادشاه فرانسه (ت. ۱۳۱۹)

‎